# Ehrenskiöld
Ehrenskiöld är namnet på två adliga ätter härstammande från Johan Nilsson Ehrenskiöld respektive hans bror Erik Nilsson Ehrenskiöld.
- Adlig ätt nr: 783. Utslocknad år 1707.[2]
- Adlig ätt nr: 877. Utslocknad år 1729[3]